# Jack Walrath

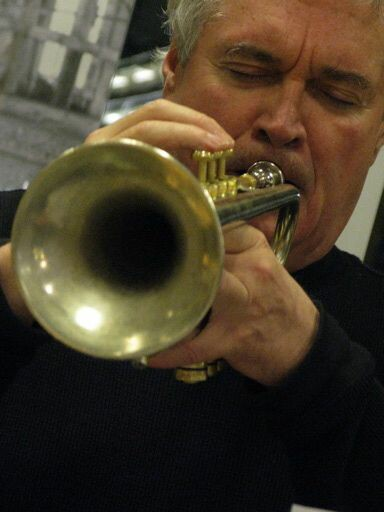
Jack Arthur Walrath Jr

Jack Arthur Walrath Junior (* 5. Mai 1946 in Stuart (Florida)) ist ein US-amerikanischer Jazztrompeter und Arrangeur.

## Leben und Wirken
Walrath begann im Alter von neun Jahren Trompete zu spielen. Zwischen 1964 und 1968 studierte er am Berklee College. In dieser Zeit spielte er gelegentlich mit Rahsaan Roland Kirk, Clark Terry, Sam Rivers, Freddie Hubbard und Miroslav Vitouš. 1968 ging er mit der Fusionband Change auf Tournee. Er spielte außerdem im Motown Orchestra und in Latin-Bands. Zwischen 1969 und 1971 leitete er mit Glenn Ferris die Gruppe Revival; anschließend spielte er bei Ray Charles und gründete ein eigenes Quintett. 1973 spielte er bei Paul Jeffrey, um dann bis 1978 in der Band von Charles Mingus zu arbeiten, für den er auch für das Album Something Like a Bird arrangierte. Anschließend leitete er wieder eine eigene Band, in der John Scofield und Jim McNeely spielten. In den 1980er Jahren arbeitete er wieder mit Glenn Ferris zusammen, aber auch mit Dannie Richmond und mit der Mingus Dynasty, die er ab 1989 leitete. Des Weiteren gründete er seine Masters of Suspense (für sein gleichnamiges Album von 1987 wurde er für den Grammy nominiert).
Walrath war auch an etlichen Platten der Mingus Big Band (seit 1993) und an Gunther Schullers Einspielung von Epitaph beteiligt und trat mit Sam Rivers, Joe Morello, Charlie Persip, Mal Waldron, Carlos Ward, Kenny Garrett und Ricky Ford auf. Später spielte er mit der Concert Band von George Gruntz, aber auch mit dem New York Jazz Composers Orchestra, Bobby Watson, Benny Green, Larry Coryell und der WDR Big Band Köln. Daneben hat er auch für Lou Rawls, Muhal Richard Abrams, Pee Wee Ellis, Gerry Mulligan, John Hicks, Hamiet Bluiett, Cecil Brooks III, Ray Anderson und mit dem Upper Austrian Jazz Orchestra gearbeitet. Mit Miles Davis und dem Orchester von Quincy Jones spielte er auf dem Montreux Jazz Festival.

## Auswahldiskographie
- Charles Mingus: Changes I (Atlantic, 1974)
- Charles Mingus: Cumbia & Jazz Fusion (Atlantic, 1976/77)
- Charles Mingus: Me Myself an Eye (Atlantic, 1978)
- In Montana (Jazz Alliance, 1980)
- In Europe (Steeplechase, 1982)
- Masters of Suspense: Serious Hang (Muse, 1992)
- Hipgnosis (TBC, 1994)
- Solidarity (ACT, 1995)
- Journey, Man! (Evidence, 1995)
- Get Hit In Your Soul (ACT 1996)
- Charles Mingus: In Argentina: The Buenos Aires Concerts (Resonance, 2025)